# ジェーンズ・アディクション (アルバム)
『ジェーンズ・アディクション』（Jane's Addiction）はアメリカのバンド、ジェーンズ・アディクションが1987年に発表した初のアルバム。

## 解説
インディーズのトリプルX・レコードから発売された。収録曲のうち「禅豚」「ジェーンが言う」は、メジャー・デビュー作『ナッシングス・ショッキング』（1988年）にスタジオ録音のヴァージョンが収録された。「ロックン・ロール」はヴェルヴェット・アンダーグラウンドのカヴァーで、「悪魔を憐れむ歌」（正式な原題は「Sympathy for the Devil」だが本作のブックレットでは「Sympathy」と表記）はローリング・ストーンズのカヴァー。
音楽評論家のアレックス・ヘンダーソンは、allmusic.comにおいて「レッド・ツェッペリンから影響を受けたハードロックと、ダークでヴェルヴェット・アンダーグラウンド風の非現実的かつ意識の流れているアート・ロックの融合は、堂々たる『リテュアル・デ・ロ・ハビテュアル』と比べると、まだ焦点が合っておらず自信に満ちていない」としながらも「相当な潜在能力を見せている」と評している。
本作は1991年にワーナー・ブラザース・レコードから再発されており、同年にはニュージーランドでアルバム・チャートの39位に達した。

## 収録曲
特記なき楽曲は作詞：ペリー・ファレル、作曲：ジェーンズ・アディクション。
1. トリップ・アウェイ - Trip Away - 3:35
2. ホアーズ - Whores - 4:04
3. 禅豚 - Pigs in Zen - 4:54
4. 1% - 1% - 3:30
5. アイ・ウッド・フォー・ユー - I Would for You - 3:52
6. マイ・タイム - My Time - 3:32
7. ジェーンが言う - Jane Says - 4:20
8. ロックン・ロール - Rock & Roll (Lou Reed) - 4:03
9. 悪魔を憐れむ歌 - Sympathy (Mick Jagger, Keith Richards) - 5:25
10. チップ・アウェイ - Chip Away - 2:43

## サウンドトラックでの使用例
- アメリカ映画『エイリアン・ネイション』（1988年）で、本作に収録された「悪魔を憐れむ歌」のカヴァーが使用された[3]。

## 参加ミュージシャン
- ペリー・ファレル - ボーカル、ハーモニカ
- デイヴ・ナヴァロ - ギター、キーボード、ベース
- エリック・アベリー - ベース、ギター
- スティーヴン・パーキンス - ドラムス、パーカッション